# Halbebene
In der euklidischen Geometrie zerlegt eine Gerade eine Ebene in zwei Halbebenen.  Nimmt man die Gerade zu einer der Halbebenen dazu, so spricht man von einer abgeschlossenen Halbebene, eine Halbebene ohne die Gerade wird offene Halbebene genannt.

## Obere Halbebene

Obere Halbebene

Die Ebene der komplexen Zahlen {\displaystyle \mathbb {C} }  (und ebenso {\displaystyle \mathbb {R} ^{2}}) wird durch jede beliebige Gerade in zwei Halbebenen geteilt. Ist diese Gerade mit den reellen Zahlen identisch (bzw. mit der x-Achse), nennt man
aus der Anschauung heraus die Menge der komplexen Zahlen mit positivem Imaginärteil die obere Halbebene und bezeichnet sie innerhalb der Funktionentheorie als {\displaystyle \mathbb {H} } (was in anderen Zusammenhängen oft für Quaternionen steht).
{\displaystyle \mathbb {H} =\{x+iy\in \mathbb {C} \mid y>0\}}.
Sie ist Definitionsbereich mehrerer interessanter Funktionen wie z. B. der Dedekindschen η-Funktion und spielt  unter anderem bei Modulformen und elliptischen Kurven über den komplexen Zahlen eine wichtige Rolle.  Die Menge der auf der oberen Halbebene holomorphen Funktionen, die geeignet beschränkt sind, bilden einen Hardy-Raum. {\displaystyle \mathbb {H} } ist ein unbeschränktes, einfach zusammenhängendes Gebiet, das biholomorph auf die Einheitskreisscheibe abgebildet werden kann (siehe auch Riemannscher Abbildungssatz).
Analog könnte auch die untere Halbebene betrachtet werden, da sie die gleichen Eigenschaften hat.

## Verallgemeinerungen
Generell ist die Halbebene ein spezieller Halbraum. In der synthetischen Geometrie werden Halbebenen und Halbräume durch eine Seiteneinteilungsfunktion definiert, wobei anstelle der reellen Zahlen auch allgemeinere Koordinatenbereiche zugrunde gelegt werden können.
Eine wichtige Verallgemeinerung ist der Siegelsche Halbraum.

## Veröffentlichungen
- Eberhard Freitag, Rolf Busam: Funktionentheorie 1, 4. Aufl., Springer, Berlin (2006), ISBN 3-540-31764-3
- Max Koecher, Aloys Krieg: Elliptische Funktionen und Modulformen, 2. Aufl.,  Springer, Berlin (2007), ISBN 978-3-540-49324-2